# Érythème toxique du nouveau-né
 Mise en garde médicale
L'erythème toxique du nouveau-né est un érythème transitoire apparaissant entre 24 et 72 heures de vie, chez un nouveau-né sur deux. L'évolution est toujours favorable. La cause n'en est pas identifiée.

## Clinique
L'érythème toxique du nouveau-né se caractérise par un érythème diffus avec apparition éventuelle de pustules. Il peut toucher l'ensemble de la peau, à l'exception du cuir chevelu, des paumes et des plantes de pieds. La régression est rapide en quelques jours.

## Traitement
Aucun traitement n'est nécessaire, l'évolution étant spontanément favorable.